# Skandinaviskt Nätverk för Apostolisk Kristendom
Skandinaviskt nätverk för apostolisk kristendom (SNAK) var ett tvärkyrkligt nätverk för pastorer och andliga ledare i Sverige och övriga Skandinavien. Detta nätverk är inte längre aktivt. 
SNAK bildades hösten 2004 av Johannes Amritzer och några andra pastorer. 
I samband med grundandet gick debattens vågor höga inom svensk kristenhet och nätverkets belackare hävdade bland annat att SNAK var odemokratiskt uppbyggt. Med tiden gick en del av pastorerna ur, som till exempel Sven Bengtson, dåvarande pastor i Märsta Pingstförsamling.

Nätverket arbetade på fem områden:
- nationell evangelisation
- nationell bön och gemenskap
- beskydd för andliga ledare
- församlingsplantering
- pionjärmission (mission bland onådda folk)

Nätverket träffades två gånger per år för inspiration och överläggningar men är inte längre aktivt. 
Ledare för SNAK är Johannes Amritzer (Tullinge), Curt Johansson (Edsbyn), Daniel Viklund (Dala-Järna) och Peder Teglund (Borås). 